# Stará Huta
Stará Huta este o comună slovacă, aflată în districtul Detva din regiunea Banská Bystrica. Localitatea se află la altitudinea de 728 m deasupra n.m., se întinde pe o suprafață de 24,58 km2 și în 2017 număra 329 de locuitori.

## Istoric
Localitatea Stará Huta este atestată documentar din 1350.

## Demografie
| An:                | 1994 | 2004    | 2014    | 2024   |
| ------------------ | ---- | ------- | ------- | ------ |
| Număr de persoane: | 422  | 377     | 335     | 302    |
| Diferență:         |      | −10,66% | −11,14% | −9,85% |

| An:                | 2023 | 2024   |
| ------------------ | ---- | ------ |
| Număr de persoane: | 309  | 302    |
| Diferență:         |      | −2,26% |